# انقلاب فناوری
انقلاب فناوری جریانی است که از دو قرن پیش تاکنون دگرگونی‌های عمیقی در دنیا به وجود آورده‌است. جریان صنعتی شدن، رشد شهرنشینی، افزایش تولید، گسترش وسایل ارتباطی و … تنها جلوه‌های خارجی یا پدیده‌های ظاهری انقلاب صنعتی محسوب می‌گردند. زندگی خانوادگی، زندگی مذهبی، ادبیات، هنر، ایستارهای سیاسی و غیره، همه و همه عمیقاً و سریعاً در مدت زمان کوتاهی دستخوش دگرگونی قرار گرفته‌اند و هنوز نیز هم انقلاب فناوری ادامه دارد: جامعه را دگرگون می‌سازد، فرهنگهای سنتی کهن را از هم می‌پاشد و راه توسعه اقتصادی، اجتماعی و سیاسی را برای کشورها می‌گشاید. از طرف دیگر وسایل ارتباط جمعی بر زندگی خصوصی و کانونهای خانوادگی ما مسلط و چیره گشته‌است و بزودی نیز سیستمی قوی از ماهواره‌ها کره خاکی را احاطه خواهد نمود که در قالب شبکه‌ای وسیع از ارتباط راه دور نه فقط به ما امکان تماس فوری با سایر نقاط زمین را می‌دهد، بلکه اطلاعات مختلفی را هم می‌تواند در اختیار ما بگذارد؛ بنابراین انقلاب فناوری به این زودی پایان نخواهد گرفت و ادامه آن اجتناب ناپذیر است.
"هانری ژان " جامعه‌شناس بلژیکی، پیشرفتهای تکنیکی جامعه انسانی در پنج مرحله مورد مطالعه و بررسی قرار داده و برای هر یک از مراحل خصوصیاتی قائل شده‌ است که ذیلاً به شرح هر یک می‌پردازد:

## دورهسنگابزاری
این عصر با وسایل بسیار قدیمی و استفاده از مواد ابتدائی نظیر چوب، استخوان و سنگ‌های آتش زنه مشخص می‌شود؛ بنابراین اقتصاد در این دوره لزوماً "یک اقتصاد محلی " است، مبادله محدود است و راندمان تولید بسیار پایین است به عبارت دیگر اقتصاد معیشتی حاکم است، ساخت اجتماعی مسلط خانواده و کلان است سازمان سیاسی کم و بیش توسعه یافته‌است و در دست ریش سفیدان قرار دارد. تفکر انسان کاملاً تحت تأثیر عوامل فوق طبیعی قرار دارد به عبارت دیگر تفکر جادوئی بر جامعه مسلط است. در حقیقت جامعه در این عصر جامعه‌ای باستانی است که دارای محیط طبیعی دست نخورده‌ای است و از نوعی یکدستی و تجانس و تشابه کامل جمعی برخوردار است.

## دورهانسانابزاری
در این عصر، اساسی‌ترین ابداعات تکنیکی از طرفی مربوط به استفاده از فلزات برای ساختن ابزار و وسایل می‌گردد و ازطرفی دیگر توسل به شیوه برده داری در مقیاسی وسیع صورت می‌گیرد. برده در این عصر هم به عنوان نیروی کار محسوب می‌گردد و هم به عنوان شیء در ردیف ابزار قرار می‌گیرد. در حقیقت این توسعه دوگانه تکنیکی (یعنی استفاده از فلزات و برده) نتایج بسیار مهم و قابل ملاحظه‌ای دربرداشت.
1. اول آنکه به دلیل به کار گرفتن وسایل جدید کشاورزی و استفاده از نیروی کار ارزان و فراوان، کشاورزی پیشرفت فراوان یافت و بازده تولید افزایش یافت.
2. دوم آنکه، به دلیل بالا رفتن بازدهی کشاورزی و تکامل وسایل حمل و نقل که خود در نتیجه اختراع ارابه و کشتیهای بادبانی است تجارت رونق پیدا کرد.
3. سوم آنکه در کنار رودخانه هاو مناطق ساحلی دریاها، شهرها حیات یافتند.
4. چهارم آنکه سازمانهای سیاسی شکل گرفتند و دولت شهرها و بالاخره اولین امپراطوریها به وجود آمدند.
5. پنجم آنکه، تفکر عقلانی، خصوصاً در قالب فلسفی ظاهر گردید ولی تفکر عامه شدیداً به همان شکل جادوئی و ماوراءطبیعی خود باقی ماند.
6. و بالاخره ششم آنکه، زندگی و معیشت روستایی، شکل غالب زندگی و معیشت را تشکیل می‌دهد ولی مراکز شهری نیز نقش‌های سیاسی و اقتصادی قابل ملاحظه‌ای را دارا می‌باشند.

## دوره پیشصنعتی
این دوره از قرن دهم میلادی شروع گردیده و تا آخر قرن هیجدهم ادامه داشته‌است. در طول این مرحله مقدمات انقلاب صنعتی به تدریج و به آهستگی فراهم می‌گردد. این مرحله را می‌توان با ابداعات فناوری زیر مشخص کرد:
- استفاده از آب و باد، خصوصاً در آسیاب و در کشتی
- استفاده از حیواناتی از قبیل اسب، گاو، شتر، فیل به جای برده

اختراع چاپ و ساعت که هردو وسیله، تأثیر زیادی در زندگی اجتماعی داشته‌اند. در این عصر اقتصاد مبتنی بر کشاورزی است و نوعی سرمایه‌داری تجاری ظهور می‌کند و توسعه می‌یابد که قلمرو آن به خارج از مرزها و بازارهای تجاری آن عصر کشیده می‌شود. در شهرها، توسعه صنایع دستی، ایجاد و تشکیل اصناف و اولین اتحادیه‌های کارگری و ظهور اولین اشکال طبقه کارگر شهری را سبب می‌شود. رژیم سیاسی از نوع فئودالی است که بر نظام سلطنتی مطلقه تکیه دارد.

## دوره شکوفائیصنعت
این دوره از انقلاب صنعتی شروع می‌گردد و تا اوایل قرن بیستم ادامه می‌یابد. از لحاظ پیشرفت تکنیکی این عصر با افزایش زغال‌سنگ و آهن مشخص می‌شود. منبع جدید انرژی زغال و بخار است که در وسایل حمل و نقل انقلابی به وجود می‌آورد و موجب اختراع ماشین‌های صنعتی می‌شود و هم در این دوره، آهن در ابزارها و وسایل حمل ونقل جانشین چوب می‌گردد.
خصوصیات دیگر این عصر را می‌توان به گونه زیر خلاصه نمود:
- کاپیتالیسم صنعتی مبتنی بر رقابت جانشین کاپیتالیسم تجاری می‌شود.
- مراکز شهری محل تجمع انبوهی از پرولترهائی می‌شود که از روستاها مهاجرت کرده‌اند.
- سندیکالیسم شکل می‌گیرد و مبارزات کارگری آغاز می‌شود.
- قدرت سیاسی، با کمک دموکراسی پارلمانی از نظام مبتنی بر اشرافیت (آریستو کراسی) قدیمی، به بورژوازی منتقل می‌گردد.
- ایدئولوژیهای بزرگ اجتماعی نظیر لیبرالیسم، سوسیالیزم، کمونیسم ظهور می‌نمایند.

## دوره نوتکنیکی
عصر تکنیکی عصری است که از ابتدای قرن بیستم در آن وارد شده‌ایم. خصوصیات این عصر را می‌توان به صورت زیر خلاصه کرد:
منابع جدید انرژی نظیر الکتریسیته، نفت، گاز، اتم مورد استفاده قرار می‌گیرند. این منابع موجب افزایش، تنوع و خودکار شدن ماشین‌ها می‌گردند.
شیمی با خلق محصولات سنتزی مثل آلیاژهای سبک، لباس، بتن، پلاستیک و … انقلابی در مواد اولیه به وجود می‌آورد.
کاپیتالیسم صنعتی به دنبال خود کاپیتالیسم مالی را ایجاد می‌کند و مجتمع‌های بزرگ انحصار گر جایگزین کاپیتالیسم رقابتی می‌گردند
دو نوع ساخت سیاسی مسلط می‌شوند:
- دموکراسی غربی یا دموکراسی پارلمانی
- نظام اشتراکی تک حزبی

در این عصر در حقیقت می‌توان گفت جامعه تولید جای خود را به جامعه مصرف می‌دهد.